# Gütersloher Hallenmasters
Das Gütersloher Hallenmasters ist ein Frauenfußball-Hallenturnier für B-Juniorinnen, das in der ostwestfälischen Stadt Gütersloh ausgetragen wird. Veranstalter ist der FSV Gütersloh 2009. Gespielt werden einmal 10 Minuten.
Das Turnier ist das größte deutsche Hallenturnier für B-Juniorinnen und wird als inoffizielle deutsche Hallenmeisterschaft angesehen. Viele Nachwuchsmannschaften der Erst- und Zweitligisten mit Auswahlspielerinnen aus den Landesverbänden und U15 bis U17-Nationalspielerinnen des Frauenfußballs nehmen an dem Turnier teil, da es im Jugendbereich sonst keine direkten Vergleichsspiele in diesem Umfang gibt. Seit 2008 wird im Vorfeld ein Qualifikationsturnier ausgerichtet, die beiden erstplatzierten Mannschaften erhalten einen Startplatz für die Gütersloher Hallenmasters. Regelmäßig sind auch internationale Jugendteams am Start.
Das Gütersloher Hallenmasters konnte in den Jahren 2021 und 2022 aufgrund der COVID-19-Pandemie nicht stattfinden.
Das Gütersloher Hallenmasters 2025 wird vom 10. bis 12. Januar 2025 stattfinden. Gespielt wird, wie bereits in den Jahren zuvor, in der „Neuen Sporthalle Städtisches Gymnasium Halle C“ der Stadt Gütersloh. Hauptsponsor des Gütersloher Hallenmasters 2025 und Namensgeber des Siegerpokals ist Keystone Sports, einer der international führenden Agenturen in der Vermittlung von Sportstipendien an US-amerikanische Colleges.

## Geschichte
Die Gütersloher Hallenmasters fanden erstmals im Jahr 2000 statt, ausgerichtet von der Frauenabteilung des FC Gütersloh 2000. Das Turnier wurde erst als Adventscup, ab 2005 dann nach einem Sponsor als 2-Pack Cup gespielt, seit 2008 firmiert es unter Gütersloher Hallenmasters.

## Gütersloher Hallenmasters 2023 um den Volksbank-Cup
Das Gütersloher Hallenmasters 2023 um den Volksbank-Cup wurde vom 13. bis 15. Januar 2023 in der Innenstadtsporthalle Gütersloh ausgetragen. Der Turniermodus mit einer Qualifikationsrunde, der Hauptrunde mit A- und B-Turnier, sowie Finalrunde (K.-o.-Modus), garantierten allen teilnehmenden Mannschaften die maximale Anzahl an Spielen mit maximalem Wettbewerb. Das Teilnehmerfeld bestand aus 20 Mannschaften aus dem gesamten Bundesgebiet. Die Gastgeberinnen des FSV Gütersloh stellten zwei Mannschaften. Die SG 99 Andernach trat ebenfalls mit zwei Mannschaften an, nachdem der VfR Wormatia 08 Worms kurzfristig die Teilnahme absagte.
Die Juniorinnen von Bayer 04 Leverkusen setzen sich in einem spannenden Finale gegen den DSC Arminia Bielefeld durch. Die Partie endete nach der regulären Spielzeit mit einem Unentschieden, so dass erst im Neunmeterschießen ein Sieger ermittelt werden konnte. Die Werkself aus Leverkusen setzt sich am Ende mit 5:4 durch. Im Spiel um Platz 3 sicherte sich das „Team Rot“ des FSV Gütersloh mit einem 3:2-Erfolg gegen den SSV Rhade den Platz auf dem Treppchen.

## Gütersloher Hallenmasters 2024 um den Germeta-Cup
Das Gütersloher Hallenmasters 2024 um den Germeta-Cup wurde vom 12. bis 14. Januar 2024 erneut in der Innenstadtsporthalle Gütersloh ausgetragen. Nach packendenden drei Turniertagen gewannen die B-Juniorinnen von Borussia Mönchengladbach den begehrten Silberpokal, der vom Landrat Sven-Georg Adenaur gestiftet wurde. Die Fohlenelf vom Niederrhein setzte sich im Finale des A-Turniers gegen das Team von Bayer 04 Leverkusen durch. Nach einem torlosen Remis in der regulären Spielzeit behielten die Gladbacherinnen die Nerven und setzten sich mit 5:4 durch. Im kleinen Finale sicherte sich der 1. FFC Turbine Potsdam, nach einem 2:1-Sieg gegen das Team Rot der Gastgeberinnen des FSV Gütersloh, den dritten Platz.
Auch das B-Turnier, bei dem die dritt- und viertplatzierten Teams aus der Qualifikationsrunde aufeinandertrafen, konnte die zahlreichen Zuschauer begeistern. Im Finale des B-Turniers setzte sich die SG 99 Andernach mit 1:0 gegen den SC Freiburg durch.
Nancy Al Saleh von Bayer 04 Leverkusen wurde zur "Besten Spielerin des Turniers" gewählt, während Mirja Kropp vom FSV Gütersloh zur "Besten Torhüterin des Turniers" gekürt wurde. Die Torjägerinnenkanone ging an Leonie Kreuz (FSV Hessen Wetzlar).
Die Gruppen für das Gütersloher Hallenmasters 2024 um den Germeta-Cup
| Gruppe A            | Gruppe B               | Gruppe C                | Gruppe D               | Gruppe E                 |
| ------------------- | ---------------------- | ----------------------- | ---------------------- | ------------------------ |
| Bayer 04 Leverkusen | FSV Gütersloh 2009 rot | FSV Gütersloh 2009 weiß | VfL Wolfsburg          | SGS Essen                |
| FC Carl Zeiss Jena  | SG 99 Andernach        | SC Freiburg             | 1. FFC Turbine Potsdam | Borussia Mönchengladbach |
| 1. FSV Mainz 05     | DSC Arminia Bielefeld  | FSV Hessen Wetzlar      | SSV Rhade              | FC Viktoria 1889 Berlin  |
| FC Esslingen        | MSV Duisburg           | Kickers Offenbach       | DJK Arminia Ibbenbüren | SV 07 Elversberg         |

## Gütersloher Hallenmasters 2025 um den Keystone Sports Cup
Das Gütersloher Hallenmasters 2025 um den Keystone Sports Cup wurde vom 10. bis 12. Januar 2025 an altbekanntem Spielort ausgetragen. Der 1. FFC Turbine Potsdam sicherte sich bei der 23. Ausgabe des Turniers den Titel. Die Potsdamerinnen gewannen das Turnier durch einen 2:1-Sieg im Finale des A-Turniers über den ausrichtenden FSV Gütersloh und sicherte sich den Keystone Sports Cup. Im kleinen Finale um Platz drei konnte sich der SC Freiburg gegen den VfL Wolfsburg mit 1:0 durchsetzen.
Im B-Turnier, bei dem die dritt- und viertplatzierten Teams aus der Qualifikationsrunde aufeinandertrafen, gewann die SGS Essen das Endspiel gegen den VfB Stuttgart mit 3:2.
Zur besten Spielerin des Turniers wurde mit Madita Röhrl die Kapitänin der TSG 1899 Hoffenheim gekürt. Die Trophäe für die beste Torhüterin des Turniers ging an Julyetta Christ vom FC Carl Zeiss Jena, während sich Eriona Krasniqi von der SGS Essen mit zehn Treffern die Torjägerinnenkanone sichern konnte.
Die Gruppen für das Gütersloher Hallenmasters 2025 um den Keystone Sports Cup
| Gruppe A               | Gruppe B                 | Gruppe C               | Gruppe D            | Gruppe E                |
| ---------------------- | ------------------------ | ---------------------- | ------------------- | ----------------------- |
| Bayer 04 Leverkusen    | Borussia Mönchengladbach | FSV Gütersloh 2009 rot | SGS Essen           | FSV Gütersloh 2009 weiß |
| 1. FFC Turbine Potsdam | 1. FSV Mainz 05          | SC Freiburg            | TSG 1899 Hoffenheim | FC Carl Zeiss Jena      |
| SG 99 Andernach        | VfL Wolfsburg            | SSV Rhade 1925         | Hamburger SV        | DSC Arminia Bielefeld   |
| SpVgg Greuther Fürth   | DJK Arminia Ibbenbüren   | FC Ingolstadt 04       | VfB Stuttgart       | FC Esslingen            |

## Historie
- 23. Gütersloher Hallenmasters 2025: FSV Gütersloh 2009 – 1. FFC Turbine Potsdam 1:2 Beste Spielerin: Madita Röhrl (TSG 1899 Hoffenheim) Beste Torhüterin: Eriona Krasniqi (SGS Essen) Beste Torschützin: Julyetta Christ (FC Carl Zeiss Jena)
- 22. Gütersloher Hallenmasters 2024: Borussia Mönchengladbach – Bayer 04 Leverkusen 5:4 (n.N.) Beste Spielerin: Nancy Al Saleh (Bayer 04 Leverkusen) Beste Torhüterin: Mirja Kropp (FSV Gütersloh) Beste Torschützin: Leonie Kreuz (FSV Hessen Wetzlar)
- 21. Gütersloher Hallenmasters 2023: DSC Arminia Bielefeld – Bayer 04 Leverkusen 4:5 (n.N.) Beste Spielerin: Sophia Pauli (DSC Arminia Bielefeld) Beste Torhüterin: Paula Kemper (SSV Rhade) Beste Torschützin: Lotte Raab (Eimsbütteler TV)
- 20. Gütersloher Hallenmasters 2020: Hamburger SV – Bayer 04 Leverkusen 6:5 (n.N.) Beste Spielerin: Sofía Cava Marin (Bayer 04 Leverkusen) Beste Torhüterin: Anneke Klaas (Hamburger SV) Beste Torschützin: Lena Strothmann (FSV Gütersloh 2009)
- 19. Gütersloher Hallenmasters 2019: SC Freiburg – Bayer 04 Leverkusen 1:2 Beste Spielerin: Muriel Kroflin (SC Freiburg) Beste Torhüterin: Joyce Prabel (Bayer 04 Leverkusen) Beste Torschützin: Aaliyah Dalski (1. FFC Turbine Potsdam)
- 18. Gütersloher Hallenmasters 2018: Bayer 04 Leverkusen – VfL Wolfsburg 5:3 (n.N.) Beste Spielerin: Kirsten van de Westeringh (CTO Amsterdam) Beste Torhüterin: Johanna Wende (VfL Wolfsburg) Beste Torschützin: Sina Bühler (SC Freiburg)
- 17. Gütersloher Hallenmasters 2017: FSV Gütersloh 2009 – CTO Amsterdam 1:2 Beste Spielerin: Noa Schärz (Grasshopper Club Zürich) Beste Torhüterin: Carlotta Stambke (Bayer 04 Leverkusen) Beste Torschützin: Nicole Anyomi (SGS Essen)
- 16. Gütersloher Hallenmasters 2016: FSV Gütersloh 2009 – 1. FFC Turbine Potsdam 4:2 (n.N.) Beste Spielerin: Svenja Hörenbaum (FSV Gütersloh 2009) Beste Torhüterin: Lize Kop (CTO Amsterdam) Beste Torschützin: Laura Radke (SGS Essen)
- 15. Gütersloher Hallenmasters 2015: SC Freiburg – 1. FFC Frankfurt 2:0 Beste Spielerin: Vanessa Ziegler (SC Freiburg) Beste Torhüterin: Laura Lücker (1. FFC Frankfurt) Beste Torschützin: Klara Bühl (SC Freiburg)
- 14. Gütersloher Hallenmasters 2014: Bayer 04 Leverkusen – SC Freiburg 2:4 Beste Spielerin: Anna Gasper (Bayer 04 Leverkusen) Beste Torhüterin: Anna Hermanns (SV Meppen) Beste Torschützin: Julia-Maria Göhner (FFV Leipzig)
- 13. Gütersloher Hallenmasters 2013: 1. FC Nürnberg – 1. FFC Turbine Potsdam 1:2 Beste Spielerin: Leonie Vogel (1. FC Nürnberg) Beste Torhüterin: Vanessa Fischer (1. FFC Turbine Potsdam) Beste Torschützin: Angel Theiß (FSV Gütersloh 2009)
- 12. Gütersloher Hallenmasters 2012: Holstein Kiel – 1. FFC Turbine Potsdam 3:0 Beste Spielerin: Gurbet Kalkan (FCR 2001 Duisburg) Beste Torhüterin: Laura Schneider (SC Kriens) Beste Torschützin: Jocelyn Hampel (FSV Gütersloh 2009)
- 11. Gütersloher Hallenmasters 2011: 1. FFC Turbine Potsdam – Bayer 04 Leverkusen 3:1 Beste Spielerin: Linda Dallmann (Bayer 04 Leverkusen) Beste Torhüterin: Romane Munich (FSV Jägersburg) Beste Torschützin: Lena Schulte (Herforder SV), Sara Jobe (SV Werder Bremen)
- 10. Gütersloher Hallenmasters 2010: FCR 2001 Duisburg – 1. FFC Turbine Potsdam 3:1 Beste Spielerin: Melanie Heep (1. FFC Turbine Potsdam) Beste Torhüterin: Anne Richter (Leipziger FC) Beste Torschützin: Elisa Goetz (1. FFC Turbine Potsdam)
- 9. Gütersloher Hallenmasters 2009: SG Wattenscheid 09 – FCR 2001 Duisburg 0:2 Beste Spielerin: Sofia Nati (SG Essen-Schönebeck 19/68) Beste Torhüterin: Anne Richter (Leipziger FC) Beste Torschützin: Sofia Nati (SG Essen-Schönebeck 19/68)
- 8. Gütersloher Hallenmasters 2008: 1. FFC Turbine Potsdam – SG Essen-Schönebeck 19/68 4:2 n.N. (1:1) Beste Spielerin: Michelle Baumann (1. FFC Frankfurt) Beste Torhüterin: Inga Roloff (SG Essen-Schönebeck 19/68) Beste Torschützin: Sofia Nati (SG Essen-Schönebeck 19/68)
- 7. 2-pack Cup 2007: FC Gütersloh 2000 I – 1. FFC Recklinghausen 6:5 n.N. (1:1) Beste Spielerin: Svenja Huth (1. FFC Frankfurt) Beste Torhüterin: Anna Felicitas Sarholz (1. FFC Turbine Potsdam) Beste Torschützin: Dzsenifer Marozsán (1. FC Saarbrücken)
- 6. 2pack Cup 2006: 1. FFC Turbine Potsdam – SG Wattenscheid 09 3:1
- 5. 2pack Cup 2005: FC Gütersloh 2000 I – VfL Sindelfingen 7:8 n.N. (2:2)
- 4. Adventscup 2003: FC Gütersloh 2000 I – SG Wattenscheid 09 1:2
- 3. Adventscup 2002: FC Memmingen – Karlsruher SC 2:1
- 2. Adventscup 2001: FC Gütersloh 2000 II – 1. FFC Turbine Potsdam 3:1 n.N. (1:1)
- 1. Adventscup 2000: FC Gütersloh 2000 I – Post SV Recklinghausen 5:4 n.N. (1:1)